# Musée de Leimebamba
Le Musée de Leimebamba est un musée archéologique situé à 2 400 m d'altitude au-dessus de la petite ville de Leimebamba capitale du district éponyme, dans le département d'Amazonas au Pérou.  
Le musée administré par le Centro Mallqui - un institut péruvien de bioarchéologie - a été inauguré en juin 2000. Il est principalement consacré à la culture du peuple chachapoyas  (les "guerriers des nuages"), peuple ayant occupé le Nord du Pérou actuel du IXe siècle au XVe siècle.
Le musée de Leymebamba est réputé pour contenir une importante collection de fardeaux funéraires (momies), ainsi que leurs offrandes funéraires. Il présente également des informations sur la flore (orchidées) et la faune de la région, ainsi qu'une exposition de quipus trouvés dans la région.
Le musée dispose de 5 salles : 3 salles d'archéologie, une d'ethnographie et une d'activités informatives. De nombreux tableaux didactiques explicatifs viennent enrichir l'exposition des artéfacts. La collection du musée comprend 261 momies et plus de 200 objets funéraires, dont la plupart ont été trouvés dans la lagune des Condors au cours d'un projet archéologique.

Momies et poteries au musée de Leimebamba
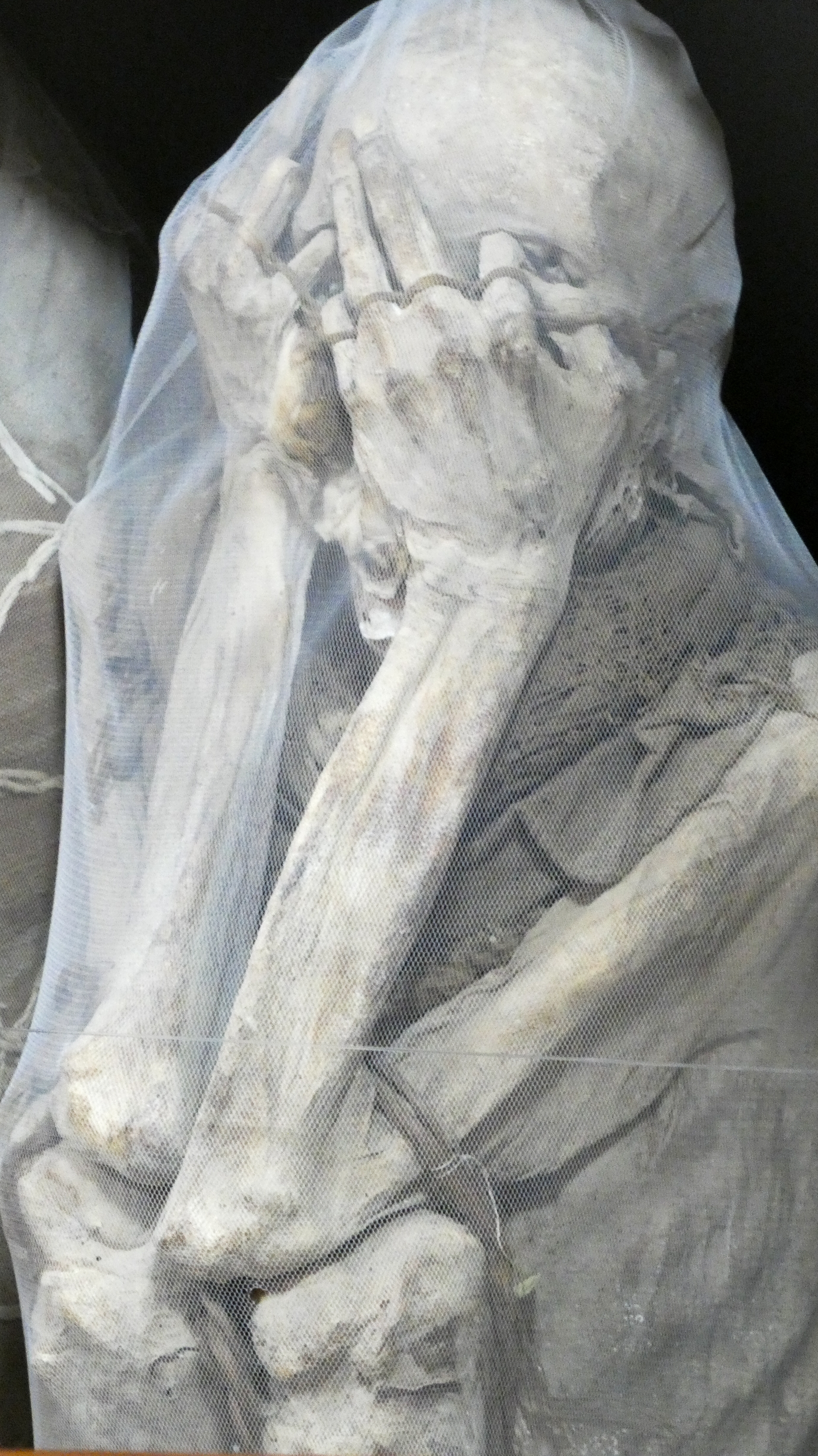
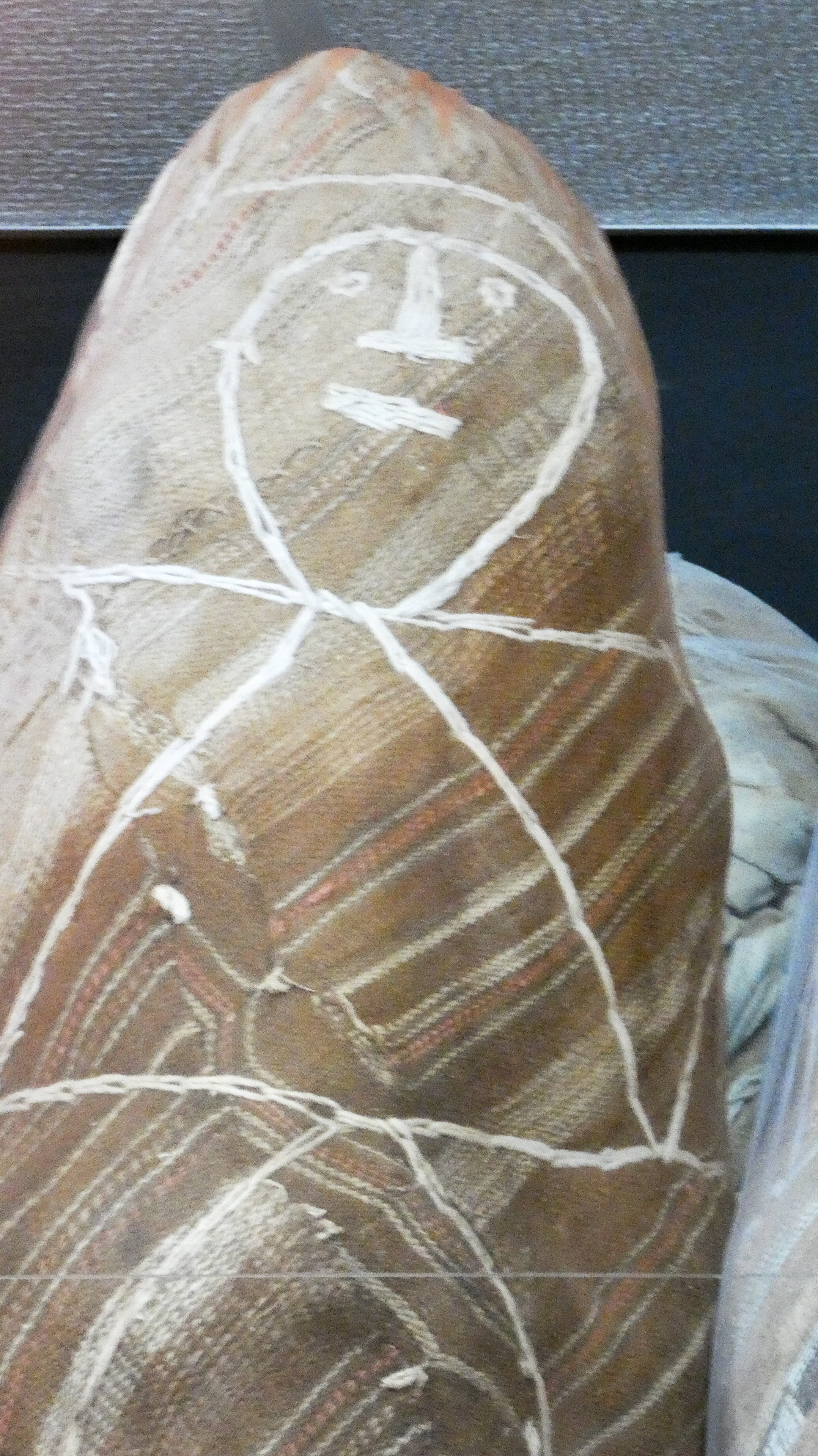
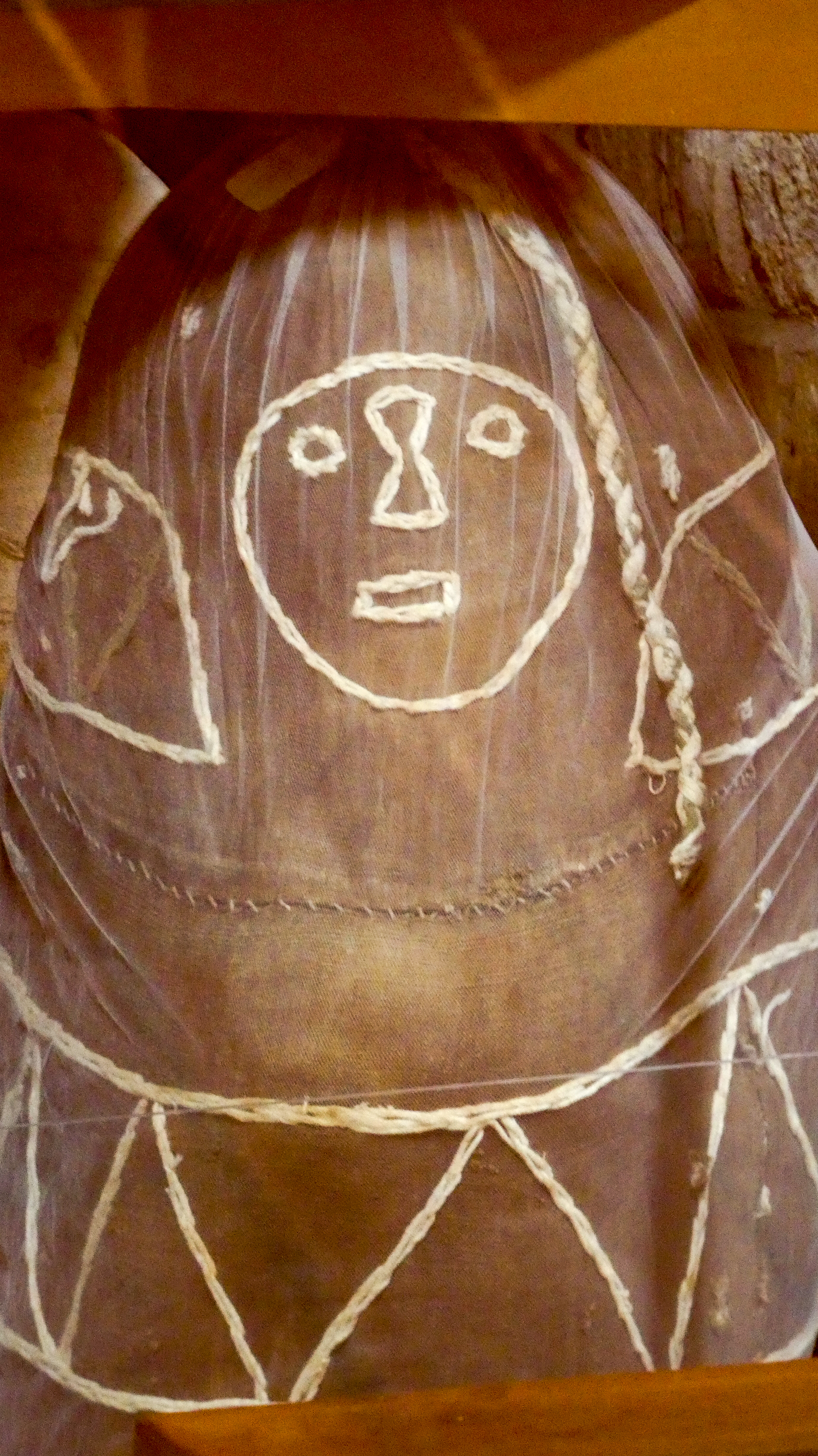
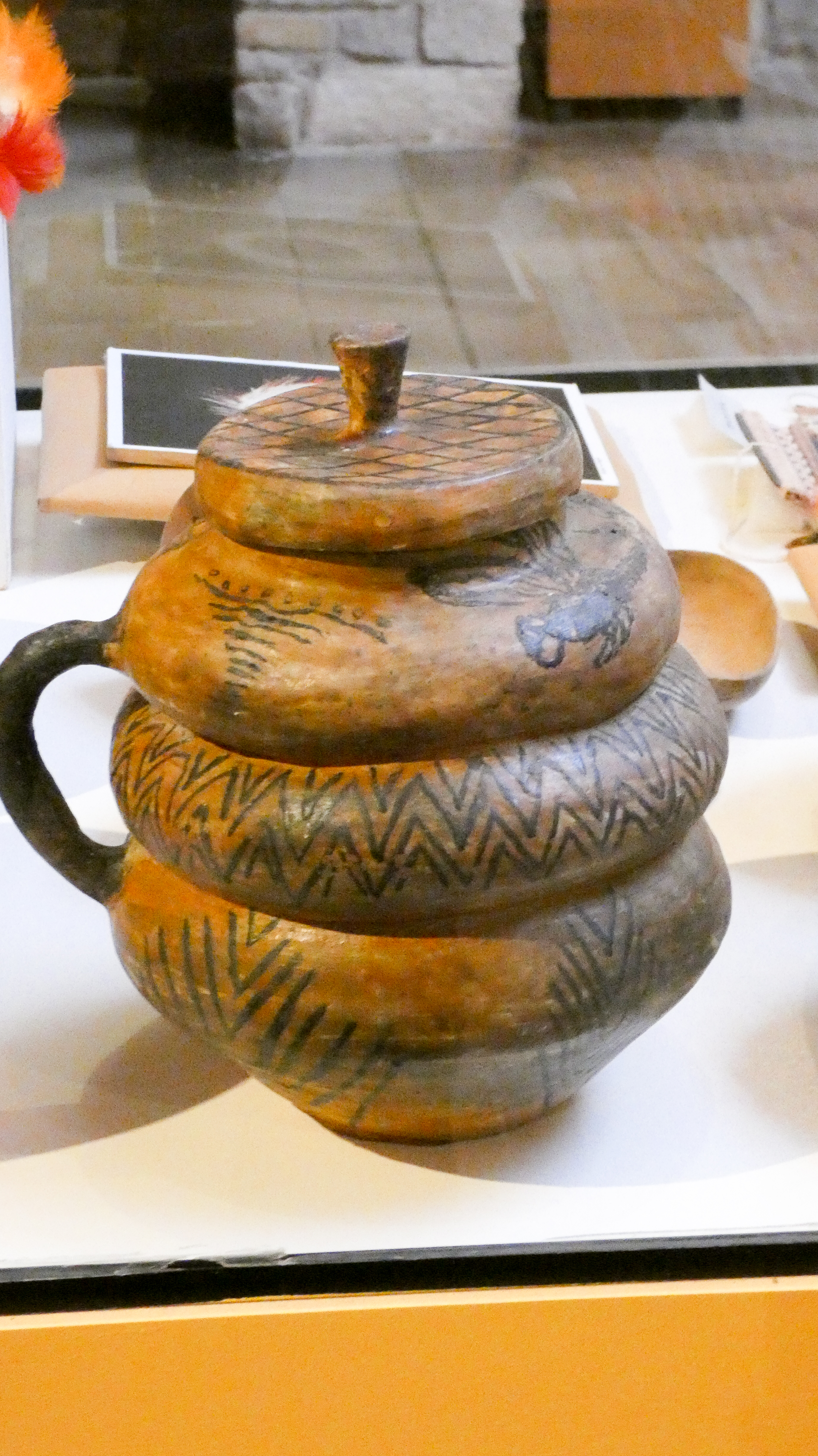